# リサジュー図形
{\displaystyle x=A\cos(at),\ y=B\sin(bt+\delta ).}

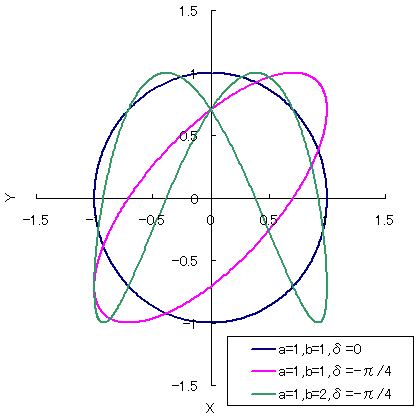
リサジュー曲線の例

リサジュー曲線 (Lissajous curve) とは、互いに直交する二つの単振動を合成して得られる平面図形のこと。“リサージュ”と表記されることもある。それぞれの振動の振幅、振動数、初期位相の違いによって、多様な曲線が描かれる。振動数の比が無理数の場合は閉曲線にはならず、軌道は有限の平行四辺形領域を稠密に埋める。
1855年にフランスの物理学者ジュール・アントワーヌ・リサジュー (J.A. Lissajous, 1822年-1880年) が考案したとされ、これらの曲線族の呼び名は彼の名にちなむ。また、これらの曲線族について1815年にナサニエル・バウディッチ (Nathaniel Bowditch) の先行的な研究が見られるため、バウディッチ曲線（ボウディッチ曲線）と呼ばれることもある。
オシロスコープをX-Y入力モードに設定して、各入力に上記の x, y を入力するとリサジュー波形を観測することができる。

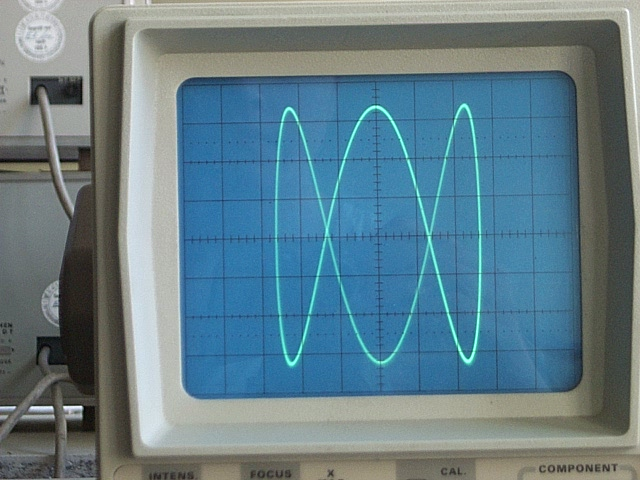
オシロスコープ上のリサジュー曲線

リサジュー曲線は、周波数の測定に用いられることが多く、基準波を横軸に、被測定波を縦軸に入力すると、上下に描かれた山の数と、左右に描かれた山の数が、基準波と被測定波の周波数比となって現れる。これを基に周波数を測定することが出来る。この周波数測定法を、比較法という。

また、お互いの信号の位相が安定しないと曲線は常に変化を繰り返す為、複数のモーターの位相合わせ、ICなどの信号の同期合わせ、テープレコーダーのアジマス調整などにも利用されている。

## 具体例
以下の例は |a − b| = 1 で δ = π/2 , 奇数 a, 偶数 b の例である。

a = 1, b = 2 (1:2)
a = 3, b = 2 (3:2)
a = 3, b = 4 (3:4)
a = 5, b = 4 (5:4)